# Attilio Pavesi
Pour les articles homonymes, voir Pavesi.
Attilio Pavesi (né le 1er octobre 1910 à Caorso, dans la province de Plaisance en Émilie-Romagne et mort le 2 août 2011 à Buenos Aires, en Argentine) est un coureur cycliste italien des années 1930. Il a notamment été champion olympique des courses individuelles et par équipes sur route lors des Jeux olympiques de 1932 à Los Angeles.

## Biographie
Attilio Pavesi se signale dans les courses de jeunes en remportant la Coppa Caldirola, le Gran Premio Aquilano et la Coppa Bendoni. Mais sa carrière est interrompue par le service militaire. 
En 1932, il participe à la course préolympique de San Vito al Tagliamento où il se classe cinquième. Il participe ensuite aux Jeux olympiques de 1932 à Los Angeles où il remporte deux médailles d'or : celles des épreuves de contre-la-montre individuel, disputée sur 100 km, et par équipes.
Il passe ensuite professionnel mais ne parvient pas à gagner de grandes courses hormis une étape du Tour de Toscane en 1934. 
Lorsque la Seconde Guerre mondiale éclate, il part en Argentine et participe aux six jours de Buenos Aires. Après la guerre, il décide de rester en Argentine et une fois sa carrière terminée, il reste dans le monde du vélo en organisant des courses cyclistes. 
Il meurt le 2 août 2011 à l'âge de 100 ans et 10 mois.

## Palmarès
- 1930
  - 3e du Tour d'Émilie
- 1931
  - Coppa Caldirola
  - Gran Premio Aquilano
  - Coppa Bendoni
- 1932
  -  Champion olympique de la course en ligne
  -  Champion olympique de la course par équipes (avec Giuseppe Olmo et Guglielmo Segato)
  - GP Agostano
  - 2e du Tour de Sicile
- 1934
  - 1re étape du Tour de Toscane

## Résultat sur le Tour d'Italie
- 1934 : 52e